# WNBA 우수후보선수상
WNBA 우수후보선수상(영어: WNBA Sixth Player of the Year Award)은 WNBA에서 정규 시즌에 가장 활약한 여섯번째 선수에게 수여되는 상이다.
2020년 시즌까지 "올해의 식스우먼상"으로 명명되었으며, 2021년에는 "우먼"라는 단어가 "플레이어"로 대체되었다.

## 수상자 목록
| 시즌 | 수상자          | 소속 팀               |
| ---- | --------------- | --------------------- |
| 2007 | 플레네트 피어슨 | 디토로이트 쇼크       |
| 2008 | 캔디스 위긴스   | 미네소타 링크스       |
| 2009 | 디워너 보너     | 피닉스 머큐리         |
| 2010 | 디워너 보너     | 피닉스 머큐리         |
| 2011 | 디워너 보너     | 피닉스 머큐리         |
| 2012 | 르네 몽고메리   | 코네티컷 선           |
| 2013 | 리쿠나 윌리엄스 | 털사 쇼크             |
| 2014 | / 엘리 퀴글리   | 시카고 스카이         |
| 2015 | / 엘리 퀴글리   | 시카고 스카이         |
| 2016 | 제텔 라벤더     | 로스앤젤레스 스파크스 |
| 2017 | 슈가 로저스     | 뉴욕 리버티           |
| 2018 | 존쿠엘 존스     | 코네티컷 선           |
| 2019 | 데리카 햄비     | 라스베이거스 에이시즈 |
| 2020 | 데리카 햄비     | 라스베이거스 에이시즈 |
| 2021 | 켈시 플럼       | 라스베이거스 에이시즈 |
| 2022 | 브리오나 존스   | 코네티컷 선           |
| 2023 | / 알리샤 클라크 | 라스베이거스 에이시즈 |
| 2024 | / 티파니 헤이즈 | 라스베이거스 에이시즈 |